# Famille Takatsukasa
La famille Takatsukasa (鷹司, Takatsukasa-ke) est un clan japonais qui, en tant que branche du clan Fujiwara, exerce pendant plusieurs siècles depuis l'époque de Heian, une influence politique sur la cour impériale et fournit de nombreux sesshō et kampaku (régents) de même que de nombreuses épouses pour le tennō.

## Histoire
La famille Takatsukasa est créée au XIIIe siècle, milieu de l'époque de Kamakura, de la division par le quatrième fils de Konoe Iezane (近衛家実) Kanehira du clan Fujiwara, puissant depuis des siècles. La famille est une des cinq maisons (五摂家, go-sekke) de régents kanpaku (五摂家) avec les familles Konoe, Kujō, Nijō et Ichijō nées de la scission du clan Fujiwara.
La famille tient son nom du quartier de Kyoto où elle demeure et son mon (emblème) est la pivoine. La résidence de la famille est détruite en 1467, au début de la guerre d'Ōnin. La lignée s'éteint pendant l'époque Sengoku avec Takatsukasa Tadafuyu (鷹司忠冬). Au début de la période Edo, un fils de Nijō Haruyoshi (二条晴良) redonne vie au nom lorsqu'à la suite de son adoption il vient à s'appeler Takatsukasa Nobufusa (鷹司信房. Plus tard se créée une lignée latérale qui fait partie du clan Matsudaira (鷹司松平氏, Takatsukasa-Matsudaira-shi).
Pendant la période Edo, la famille bénéficie d'un modeste revenu situé entre 1 000 et 1 500 koku.
Le prince impérial Kan’in-no-miya Naohito-shinnō (閑院宮直仁親王) entre en 1743 dans l'ordre de succession de la famille. La troisième fille de l'impératrice Hirohito[Quoi ?], la princesse Kazuko Takatsukasa (孝宮, Taka no miya ; morte le 27 mai 1989 à l'âge de 59 ans), épouse en 1950 le chef de famille Takatsukasa Toshimichi (mort en 1966) et prend le nom Takatsukasa Kazuko (孝宮 和子).
Comme tous les chefs de famille du go-sekke, les chefs de famille Takatsukasa sont faits princes lors de la réforme du système nobiliaire japonais (kōshaku) en 1884.

## Régents
Le chef de famille suit habituellement le cursus honorum japonais qui lui confère le rang de cour approprié. Du poste de chūnagon (権中納言), il est nommé au poste de « chancelier de l'Intérieur » (naidaijin), puis au poste de « chancelier de Droite » (udaijin). Il est souvent nommé régent, simultanément ou peu après sa prise de fonction comme « chancelier de Gauche » (sadaijin). La plupart des régents démissionnent après quelques années, mais certains titulaires restent en fonction entre vingt-trois et trente ans. Les démissionnaires reçoivent souvent le titre de chancelier du royaume (daijō-daijin). Beaucoup font retraite aussi dans des monastères bouddhistes comme les empereurs retirés. Les fils cadets suivent souvent ce même parcours, de telle sorte que la famille aux XIIIe et XIVe siècles forge une solide relation avec le Kōfuku-ji et le poste de bettō revient la plupart du temps aux membres de la famille Takatsukasa.

## Membres historiquement importants

### Lignée originelle (jusqu'en 1552)
- Konoe Iehiro (1228-1294 ; 鷹司 兼平). Fondateur de la lignée.
- Takatsukasa Mototada (1247-1313/7/7 ; 鷹司 基忠)
- Takatsukasa Kanetada (1262-25 août 1301, 鷹司 兼忠)
- Takatsukasa Fuyuhira (1275-1327, 鷹司 冬平), succède à son père (Kanetada) dans la fonction de régent, d'abord comme sesshō, puis kampaku pour l'empereur Hanazono (de 1308 à 1313, et de nouveau de 1315 à 1316), puis encore pour l'empereur Go-Daigo (1324-1327). De 1310 à 1311 et de 1323 à 1327, il occupe le poste de grand chancelier. Sa femme est une fille de Konoe Kaneyoshi. Il adopte deux fils, Fuyunori et Morohira, puis un fils biologique, Ichijō Uchisanes (一条 内実).
- Takatsukasa Fuyunori (1295-1337 ; 鷹司 冬教)
- Takatsukasa Morohira (1310-1353 ; 鷹司 師平), reçoit le troisième rang de cour à l'âge de 17 ans, puis est nommé chūnagon l'année suivante. Il est nommé naidaijin en 1337 et exerce la fonction de ministre de Droite deux ans plus tard (jusqu'en 1743). Il est régent kampaku pour l'empereur Kōmyō (de la lignée Jimyōin) entre 1342 et 1346, et au premier rang de cour depuis 1344. Il est aussi connu comme « Isshinin Zenkampaku » ou « Shōkōin ». Son fils adoptif est Fuyumichi.
- Takatsukasa Fuyumichi (1330-1386 ; 鷹司 冬通) est élevé au troisième rang de succession en 1342 et gon-chūnagon deux ans plus tard. Ministre de Droite en 1360, udaijin deux ans plus tard et, l'année suivante, il est élevé au premier rang. De 1367 à 1369, il est régent pour l'empereur Go-Kōgon. Il est également « directeur de la garde impériale ». Sa femme s'appelle 洞院 公敏. Un de ses fils (mort en 1428, 孝尋) entre au Kōfuku-ji de la secte Hossō-shū à Nara et une de ses filles épouse Ichijō Tsunetsugu.
- Takatsukasa Fuyuie (1357-1425 ; 鷹司 冬家)
- Takatsukasa Fusahira († 1472 ; 鷹司 房平). Autant que l'on sache, cinq de ses frères cadets entrent dans le clergé où ils exercent de hautes fonctions. Il est élevé au troisième rang de cour en 1426, deux ans plus tard il est gon-chūnagon et naidaijin en 1435. Trois ans plus tard, il est udaijin. Après son élévation au troisième rang de succession en 1443, il est nommé ministre de Gauche en 1446, puis est régent pour l'empereur Go-Hanazono de 1454 à 1455.
- Takatsukasa Masahira (1445-1517 ; 鷹司 政平). Fils du précédent, il accède à 16 ans au troisième rang de succession et devient gon-chūnagon l'année suivante. Après le début de la guerre d'Ōnin, il est naidaijin en 1468. En 1475, il détient successivement les deux postes de ministre, celui de Gauche jusqu'en 1479, quand il devient finalement régent de l'empereur Go-Tsuchimikado de 1483 à 1488 et, depuis 1485, grand chancelier pour la ville de Kyoto dévastée[Quand ?]. Il prend la tonsure en 1516. Depuis 1470, il est marié avec Ichijō Tsuneko (= Manshu-in), fille d'Ichijō Kanera avec qui il est personnellement étroitement lié[1].
- Takatsukasa Kanesuke (1480-1552 ; 鷹司 兼輔), fils du précédent, accède au troisième rang de succession en 1493, est gon-chūnagon à l'âge de 17 ans, puis naidaijin en 1506. Nommé ministre de Droite dès l'année suivante. De 1514 à 1518, il est régent pour l'empereur Go-Kashiwabara. De 1515 à 1519, il est ministre de Gauche au premier rang de cour. Il est cérémonieusement assimilé à une mère d'impératrice en 1542. À partir de 1544, il vit dans un monastère sous le nom de religion « Teikan ».
- Takatsukasa Tadafuyu (1509-1546 ; 鷹司 忠冬), fils du précédent, régent de 1542 à 1545 pour l'empereur Go-Nara, est le dernier de la lignée. L'adoption du nom « Takatsukasa Nobufusa » par un fils de Nijo Haruyoshi empêche l'existence d'un vide longtemps après la mort de Tadafuyu.

### Nouvelle lignée
- Takatsukasa Nobufusa (1565-1657 ; 鷹司 信房)
- Takatsukasa Nobuhisa (1590-1621 ; 鷹司 信尚). Régent de 1612 à 1615 pour l'empereur Go-Mizunoo. Marié à la princesse impériale Kiyoko (清子), une des filles de l'empereur Go-Yōzei.
- Takatsukasa Norihira (1590-1621 ; 鷹司 教平)
- Takatsukasa Takako (1602-1674 ; 鷹司 孝子)
- Takatsukasa Nobuko (1651-1709 ; 信子), fille de Norihira, devient la Jōkō-in[Quoi ?] de Tokugawa Tsunayoshi.
- Takatsukasa Fusasuke (1637-1700 ; 鷹司 房輔)
- Takatsukasa Kanehiro (1659-1725 ; 鷹司 兼熙), fils ainé du précédent[2] est ministre de Gauche de 1703 à 1707 et régent pour l'empereur Higashiyama au premier rang de succession. Sa femme, connue sous le nom de Matsudaira-chō, est une fille de Matsudaira Yorishige, daimyo du domaine de Takamatsu dans la province de Sanuki. Il adopte Fusahiro (1710-1730 ; 房熙) qui est nadaijin (ministre du Centre) à partir de 1728. Il a par ailleurs une fille, Motoko (1675-[1697 ; 鷹司 基子), demoiselle d'honneur à la cour. Ses calligraphies du Genji monogatari sont remarquables[3].
- Takatsukasa Sukenobu (1683-1744 ; 鷹司 輔信), quatrième fils du précédent, épouse Yaeko (1689-1746), fille adoptive de Tokugawa Tsunayoshi. Sa deuxième épouse est la Yōshin-in (morte en 1739), issue du clan Mori. Il a une fille qui se retire dans un monastère. Il est maître de cérémonie du thé.
- Takatsukasa Hisasuke (1726-1733 ; 鷹司 尚輔), meurt jeune tout comme son père adoptif Fusahiro. Son père biologique est Konoe Iehiro.
- Takatsukasa Sukehira (1738-1813 ; 鷹司 輔平).
- Takatsukasa Masahiro (15 mai 1761, mort le 10 mars 1840, fils ainé du précédent, devient naidaijin en 1789. Il est ensuite nommé en 1776 ministre de la Gauche, poste qu'il occupe jusqu'en 1779 et exerce la fonction de régent pour l'empereur Kōkaku de 1795 à 1814. Du point de vue protocolaire, il est traité comme s'il était une mère d'impératrice. En 1823, il entre au monastère sous le nom de Bunkyōin Nyūdō. Il a au moins trois femmes et environ trente enfants, la plupart avec sa femme principale, une fille de Hasuda Shigenobu, le 10e daimyō du domaine de Tokushima dans la province d'Awa(蜂須賀 重喜).
- Takatsukasa Masamichi (né en 1789 à Kyoto ; mort le 29 novembre 1868 ; 鷹司 政通).
- Takatsukasa Sukehiro (né en 1807 à Kyoto ; mort le 19 novembre 1879 ; 鷹司 輔煕).

### Moderne

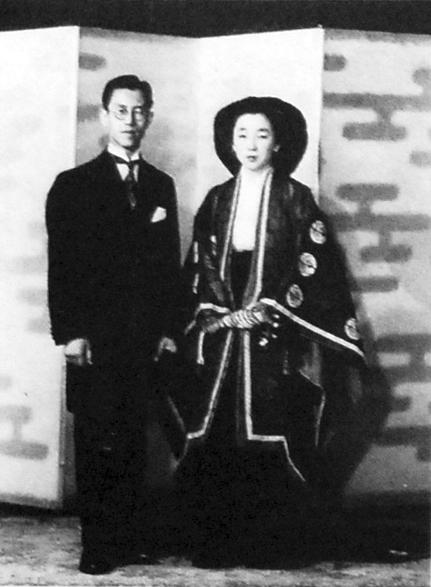
Photo du mariage de Takatsukasa Toshimichi et de la princesse Taka (1950).

- Takatsukasa Hiromichi (né en 1855 à Kyoto ; mort à l'âge de 63 ans ; 鷹司 煕通).
- Nobusuke Takatsukasa (né le 29 avril 1889, mort le 1er février 1959).
- Toshimichi Takatsukasa (1923-1966 ; 鷹司 平通), fils unique du précédent, épouse la princesse Kazuko Takatsukasa, troisième fille de l'empereur Hirohito. Il est employé au musée des Transports de Tokyo et écrit des livres sur les locomotives.
- Hisatake Takatsukasa (鷹司 尚武) est grand-prêtre du sanctuaire Ise-jingū depuis 2007 et aussi ancien président de la NEC (NEC通信システム). Il a un fils, 尚通, et une fille, 公子.